# 찰스 테일러 (라이베리아의 정치인)
찰스 매카서 강카이 테일러(영어: Charles McArthur Ghankay Taylor, 1948년 1월 28일~)는 라이베리아의 정치인으로 1997년 8월 2일부터 2003년 8월 11일까지 제22대 라이베리아 대통령을 역임했다. 그는 1990년대 벌어진 제1차 라이베리아 내전의 가장 유력한 군벌이었고 내전 종결 이후에 대통령으로 당선되었다. 이후 그는 추방되었고 네덜란드 헤이그의 국제 형사 재판소에 의해 체포되어 구금되었다. 이후 50년 형을 선고 받았다.

## 어린 시절
1948년 1월 28일 수도 몬로비아 근교의 아싱턴(Arthington)에서 넬슨(Nelson)과 버니스(Bernice) 테일러의 아들로 태어났다. 그의 어머니는 골라족 출신이며, 그의 아버지는 미국계 라이베리아인으로 받아들여지고 있으나 아프리카계 트리니다드인이라는 설도 있다. 어린시절 테일러는 노예무역과 미국-라이베리아간의 관계에 높은 관심을 가지고 있었다. 그는 1972년 ~ 1977년 동안 미국 매사추세츠주의 벤틀리 대학(Bentley College)에 다녔고 경제학 학위를 받았다. 테일러는 라이베리아 원주민들에게 호감을 얻기위해 자신의 중간 이름을 원주민어인 "강카이(Ghankay)"로 짓는다.
1979년 테일러는 라이베리아에 대한 UN군의 파견에 반발하여 당시 뉴욕을 방문 중이던 라이베리아 대통령 윌리엄 톨버트(William Tolbert)가 보는 앞에서 반대 시위를 주도했다. 톨버트는 테일러에 공개토론을 제안했으나, 이것은 톨버트의 교묘한 술책으로 테일러는 뉴욕 경찰에 의해 체포되어 UN군에 넘겨졌다. 이후 그는 풀려나 톨버트에 의해 라이베리아로 돌아오게 된다.
테일러는 1980년 4월 12일 새뮤얼 도(Samuel Kanyon Doe) 장군이 이끄는 유혈 쿠데타를 지원했으며, 톨버트의 죽음과 도의 권력 장악을 목격했다. 도는 테일러를 정부 재정을 관리하는 요직에다 임명하였으나, 1983년 5월 백만달러를 아메리칸 은행의 개인계좌를 통해 횡령한 혐의로 해고되었다.
그는 라이베리아에서 도주하였으나 1984년 5월 24일 매사추세츠주 소머빌(Somerville)에서 라이베리아 정부의 송환 위임장을 받은 2명의 미국 보안관들에 의해 붙잡힌다. 그의 혐의는 라이베리아의 공업화를 위해 조성된 정부 기금 92만 2000달러를 횡령한 것이었다. 테일러는 라이베리아 정부요원들에 의해 암살 위협을 받아왔으며 미국의 교도소에서 라이베리아로 송환되지 않기 위해 노력했다. 그는 매사추세츠 주의 플리머스에서 복역했다.
1985년 9월 15일, 테일러와 다른 4명의 복역자들은 사용하지 않는 세탁실의 창문 창살을 절단하고 감옥에서 탈출을 감행한다. 헝겊으로 만든 밧줄을 이용해 5명의 탈주자들은 12피트 높이의 교도소 벽을 넘었다. 얼마뒤 테일러와 다른 2명의 탈주자들은 테일러의 아내인 에니드(Enid)와 처제인 루시아 토웨(Lucia Holmes Toweh)가 일하고 있는 조단 병원(Jordan Hospital)에서 만난다.
이후 테일러는 스태튼 섬에서 도주차량을 타고 도망친다. 9월 18일 매사추세츠주 브록튼(Brockton)에서 탈주자중 한명이 붙잡혔고 테일러를 포함한 4명의 탈주자들이 추적을 당하게 되었다. 테일러는 에니드와 토웨에게 9월 23일 자신이 도주차량을 몰았다는 사실을 함구 할 것을 요구한다.
테일러는 미국을 성공적으로 빠져나가게 되고 얼마 뒤 리비아에 도착해 리비아의 국가원수인 카다피의 보호아래 게릴라전 수행에 관한 군사 훈련을 받았다. 이것은 결과적으로 라이베리아 내전을 수행하는데 있어 큰 도움을 주었다. 그러나 리비아의 상원의원 프린스 존슨은 2008년 8월 27일 테일러의 탈주는 당시 라이베리아 대통령 사무엘 도를 제거하기 위한 미국의 계획된 행동이었다고 주장했다. 이 발언의 진위여부는 아직 확인되지 않았다.

## 정권 장악
1989년 12월 테일러는 리비아의 지원을 받아 라이베리아 정권을 탈취하기 위해 코트디부아르로부터 라이베리아로 진격해 갔다. 라이베리아 애국전선(National Patriotic Front of Liberia, NPFL)이라 불린 그의 반군은 곧 라이베리아의 대부분을 장악했다.
당시 대통령 도는 축출되었고 테일러의 상관이자 NPFL을 나와 라이베리아 독립애국전선(Independent National Patriotic Front of Liberia, INPFL)를 설립했던 프린스 존슨에 의해 고문끝에 사망했다. 도의 사망은 라이베리아의 정치적 분열을 일으켰고 폭력적인 당파싸움이 계속되었다. 1990년대 중반 프린스 존슨과 그의 지지세력은 테일러로부터 떨어져나와 먼로비아를 장악했고 테일러는 자신들의 완전한 승리를 주장할 수 없게 되었다.
내전은 인종갈등으로 변질되었고, 라이베리아의 7가지 천연자원(철광석, 다이아몬드, 목재, 고무 등)을 둘러싼 전쟁이 계속되었다.
내전은 1996년 공식적으로 종결되게 되고, 1997년 7월 치러진 대통령선거에서 75%의 압도적 지지로 8월 2일 라이베리아의 대통령에 취임한다. 이 선거에서 테일러의 가장 유력한 경쟁자였던 서리프(Ellen Johnson Sirleaf)는 10%의 득표만을 기로했다. 테일러의 당선은 그가 낙선할 경우 내전이 계속될것이라는 두려움에 기인한 바가 컸다. 선거당시 유명한 테일러 진영의 유명한 선거 구호는 "그는 나의 부모를 죽였지만, 난 그를 위해 투표할 것이다."였다. 선거는 UN 평화유지군의 감독하에 치러졌다.
정권을 잡은 이후 1997년 12월부터 이듬해 1998년 1월까지 테일러는 2400 ~ 2500명의 군인을 해고하며 라이베리아군을 개편하였는데 해고된 군인들의 대부분이 예전 도 대통령의 출신 부족인 크란족(Krahn) 계열이었다. 대신 그는 라이베리아 국립 경찰 휘하의 대 테러 부대를 운영했고, 특별 보안군을 두어 대통령을 보호하게 했다. 테일러가 당선된 이후에도 라이베리아의 평화는 오지 않았으며 그의 정부에 반발하는 소규모 폭동과 싸워야만 했고 또한 그가 이끄는 군대가 웁만부르크를 포위해 수천 명의 적대 세력을 굶어 죽게 만든 적도 있었다.
2003년 당시 라이베리아 면적의 60% 정도가 반군의 손에 들어가 있었다.
대통령으로서 그는 화려한 풍채와 과잉된 준종교적 위선으로 이름을 날렸다. 총포와 다이아몬드 밀수로 UN에 수배를 받으면서도 새하얀 로브를 입고 신의 자비를 빌었다. 또한 그는 "예수 그리스도도 그의 시절에는 살인자로 비난 받았다." 라고 언급하며 자신의 행동을 정당화하는 궤변을 늘어놓았다.
1997년 그가 정권을 장악한 이후 시에라리온 반군에 대한 무기와 다이아몬드 밀수자금 지원에 대해 많은 비난이 쏟아졌다. 시에라리온 반군들은 수천명의 무고한 시민들의 목숨을 뺐거나 신체를 절단하였으며 그 수가 명백히 알려지지 않은 수많은 사람들을 고문하고 유괴했다.
또한 이들은 많은 소년병들을 징집하여 시에라리온 전선의 총알받이로 사용했다. 테일러의 라이베리아 정부는 이러한 시에라리온 반군의 비 인륜적 행위를 지원했다.

## 정권의 몰락
1999년 테일러에 대해 반대하는 폭동이 "화해와 민주를 위한 라이베리아 연합" (Liberians United for Reconciliation and Democracy, LURD)에 의해 라이베리아 북부에서 일어났다. 이들은 잔혹행위로 악명을 떨쳤고, 이웃나라인 기니의 지원을 받은 것으로 의심받았다.
2003년 초 LURD가 라이베리아 북부를 장악한 가운데 코트디부아르의 지원을 받고 있는 것으로 알려진 "라이베리아 민주운동"(Movement for Democracy in Liberia, MODEL)이라는 이름의 반군이 결성되어 라이베리아 남부를 장악해 나갔다. 그해 여름, 테일러 정부의 영향력이 미치는 지역은 중부지역과 수도 몬로비아를 포함한 라이베리아 영토의 1/3에 불과하였다.
2003년 4월 7일, 시에라리온 특별 법정 (Special Court for Sierra Leone, SCSL)은 집권중인 테일러를 전쟁범죄와 반인륜적 행위를 자행한 혐의를 물어 기소했다. 2003년 라이베리아군은 시에라리온 반군인 혁명 연합 전선(Revolutionary United Front, RUF)의 수장 샘 보카리(Sam Bockarie)를 테일러의 명에 따라 총격전 끝에 사살한다. 샘 보카리의 죽음에 관하여 일부는 보카리가 특별 법정에서 테일러에 불리하게 증언할 것을 우려하여 암살당한 것이라는 주장을 폈다.
2003년 6월 UN 국제사법위원회는 테일러에 대해 전쟁범죄 혐의로 체포영장을 발부한다. UN은 테일러가 잔혹행위로 악명높은 시에라리온 반군 RUF를 조직하고 후원했다고 주장했다. 또한 검사들은 테일러 정부가 1998년 케냐와 탄자니아의 미대사관 폭탄 테러 사건과 연관된 알카에다 요원들을 은닉하였다고 밝혔다.
이 기소는 테일러가 가나를 공식 방문 중 일어났고 시에라리온의 카바 대통령(Ahmad Tejan Kabbah)의 촉구에도 불구하고 가나는 그의 구금을 거부했고 결국 그는 몬로비아로 무사히 돌아갔다.

## 사임
테일러가 평화협상을 위해 가나에 머물러 있는 동안 미국은 당시 라이베리아의 부통령 자리에 있던 모세스 블라(Moses Blah)가 권력을 잡도록 촉구했다고 알려진다. 테일러가 돌아온 후 블라를 부통령직에서 해임시켰으나 얼마 안 가 복직시켰다. 한편 LURD 반군은 몬로비아를 공격하기 시작했고 몇번의 유혈 충돌 끝에 테일러의 군대가 도시를 장악하려는 반군들에 의해 패배했다.
2003년 7월 미국 대통령 조지 H. W. 부시는 테일러에 대해 "반드시 라이베리아에서 축출되어야 할 인물" 이라고 2차례 발언하였으며 테일러에 대한 압박은 거세져 갔다. 2003년 7월 9일 나이지리아 대통령 오바산조(Olusegun Obasanjo)는 테일러가 권좌에서 물러나는 조건으로 망명을 제안했다.
테일러는 미국 평화유지군이 라이베리아에 주둔하는 경우에만 사임할 것이라고 밝혔다. 부시는 공개적으로 테일러에게 사임과 출국을 요구했다. 한편 나이지리아의 주도하에 있는 서아프리카 경제 공동체(ECOWAS)는 "서아프리카 연합군"(ECOMIL)의 기치 아래 라이베리아에 군대를 파견했다. 서아프리카 연합군에 대한 지원은 미국 국무부와 1000만불의 계약을 맺고 있는 캘리포니아의 군수회사 PAE Government Service를 통해 이루어졌다.
8월 10일 테일러는 라이베리아 국영방송에 출연하여 다음날 자신이 사임할 것이며 부통령인 블라에게 군력을 이양할 것임을 밝혔다. 그는 사임연설에서 미국을 신랄하게 비판하였으며 부시정권의 주장대로 자신이 라이베리아를 떠나면 더 큰 혼란이 지속될 것이라고 주장했다.
8월 11일 테일러는 과도정부가 설립될 10월 14일까지 블라를 후임 대통령으로 지명하고 사임한다. 아프리카 각국 정부를 대표해서 가나의 대통령 존 쿠푸오르(John Kufuor), 남아프리카 공화국의 대통령 타보 음베키(Thabo Mbeki), 모잠비크의 대통령 조아킹 시사누(Joaquim Chissano)등이 권력 이양식에 참여했다.
미국은 "라이베리아 기동타격대"를 조직하여 2,300명의 해병대원을 3척의 군함에 실어 라이베리아 해안에 상륙 시켰다. 하지만 이 작전에 있어 미군에 대한 가시적인 협조나 도움은 없었다. 테일러는 비행기를 타고 나이지리아로 도피하였으며 나이지리아 정부는 칼라바르(Calabar)에 그와 그의 측근들의 거처를 마련해 주었다.

## 추방
2003년 11월 미국 의회는 테일러의 목에 200만 달러의 현상금을 거는 예산안을 통과시켰다. 평화협상은 테일러의 안위와 나이지리아로 안전한 도피를 보증해주었지만 그의 반대세력은 라이베리아에 있어 그의 영향력이 간과되고 있음을 주장하며 테일러가 라이베리아의 정치로부터 완전히 손을 뗄 것을 요구했다.
12월 4일 인터폴은 "red notice"를 발표하여 전 세계 모든 국가에 그를 체포할 수 있는 권리를 부여했다. 테일러는 "인권 범죄 및 그와 관련된 1949년 제네바 협약에 대한 중대 위반" 혐의로 인터폴에서 지목한 '매우 위험한' 지명수배자였다. 테일러가 도피해 있던 나이지리아는 즉각적으로 인터폴의 요구에 응하지 않을 것임을 천명했으며 이는 테일러를 법정에 새우길 바라는 라이베리아의 요구에 배치된 것이었다.
2004년 3월 6일, 미국의 부시대통령은 국제사법위원회에 테일러 및 그의 가족과 측근들의 자산을 동결시키는 초안을 제출했다.
2006년 3월 6일 민주선거를 통해 새로이 당선된 라이베리아의 서리프(Ellen Johnson-Sirleaf) 대통령은 나이지리아에 테일러의 송환을 공식적으로 요구했다. 이 요구는 3월 25일 전격적으로 받아들여져 나이지리아 정부는 테일러의 석방과 시에라리온 특별 법정에 그를 세우는 것에 동의한다. 하지만 나이지리아는 테일러의 석방에만 동의했을뿐 라이베리아로의 송환에 대해선 협조하지 않았고, 라이베리아와 나이지리아간의 송환조약도 체결되지 않았다.
나이지리아 정부는 3월 28일 칼라바르의 거처에서 테일러가 사라졌다고 발표했다. 2006년 3월 29일 테일러는 나이지리아 북서쪽 카메룬 국경 근처의 도시 감보루에서 체포된다. 나이지리아 당국은 그를 라이베리아로 송환했고 시에라리온의 UN군에 넘겼다.
3월 30일 특별법정은 네덜란드 헤이그의 국제 형사 재판소에 테일러의 재판에 대한 권리를 부여해 줄것을 요구했다. 테일러의 부재속에서 2007년 6월 4일 재판이 시작되었고 테일러측은 무죄를 주장했다.

## 실종과 체포
2006년 3월 28일 나이지리아 정부는 그가 망명 생활을 하던 해변가 저택에서 사라졌다고 발표했다. 이는 나이지리아 정부가 테일러의 망명자 지위를 부정하고 시에라리온 특별 법정에 기소하도록 하는 조치를 취한 지 3일 만에 벌어진 일이었다.
그가 실종되기 한주전, 나이지리아 당국은 테일러의 저택에 인구조사원을 파견하는 독특한 행동을 보였다. 이와 관련된 기사가 BBC 웹 사이트를 통해 보도되었다.
나이지리아 대통령 오바산조가 미국 대통령 조지 W 부시를 만나기 48시간 전 그의 실종소식이 보도됐다. 부시는 테일러가 체포되지 않을 경우 오바산조와의 만남을 취소할것까지 신중히 검토했다. 정상회담이 있기 12시간전 테일러가 체포되었고 라이베리아로 후송 중이라는 보도가 발표되었다.
2006년 3월 29일 테일러는 카메룬 국경을 넘으려 했으나 나이지리아 북서쪽 감보루의 국경수비대에 의해 체포되었다. 테일러가 탄 랜드로버가 국경을 넘으려는 순간 국경수비대에 의해 저지당했고 테일러의 신변이 확보되었다. 국무부 관계자의 말에 따르면 많은 양의 현금과 헤로인이 차안에서 발견되었다고 한다.
전 대통령 테일러의 압송과 관련하여 라이베리아 내에서 많은 논쟁이 오갔다. 테일러가 하벨의 로버트 국제공항에 도착하자 무장하지 않은 라이베리아 국립경찰이 그를 체포하고 수감을 채웠다. 라이베리아 국립경찰은 곧바로 테일러의 신변을 UN에 인도하였고 아일랜드 군인으로 구성된 UN군이 시에라리온의 프리타운으로 향하는 비행기에 그를 태웠다. 이 조치는 프리타운에서 진행되는 전범재판의 증언을 위해 행해진 것이었다.
2021년 10월, 시에라리온 내전 중 자신의 역할로 2012년 반인도적 범죄로 50년형을 선고받은 찰스 테일러는 라이베리아를 "퇴직금 미지급"으로 소송을 제기했다. 이 불만은 서아프리카 국가 경제 공동체(ECOWAS)의 사법 재판소에 제출되었다.

## 가족
찰스 테일러는 두 명의 아들을 두었는데 찰스 맥아더 엠마뉴엘(Charles McArthur Emmanuel)은 미국 시민권자였는데 라이베리아에서의 잔혹행위에 가담한 혐의로 미 당국에 의해 체포되었다.
2008년 10월 또 다른 아들인 처키 테일러(Chuckie Taylor)는 타국민에 대한 고문 및 살인 혐의로 유죄판결을 받았으며 97년 형이 선고되었다.

## 국제 형사 재판소에서의 재판
찰스 테일러는 2012년 4월 26일 국제 형사 재판소에서 유죄 판결을 받았으며 즉시 항소 하였으나 2013년 9월 26일 원심을 유지한 50년 형을 선고 하였다.

## 역대 선거 결과
| 선거명      | 직책명              | 대수 | 정당   | 득표율 | 득표수    | 결과 | 당락 |
| ----------- | ------------------- | ---- | ------ | ------ | --------- | ---- | ---- |
| 1997년 선거 | 라이베리아의 대통령 | 22대 | 애국당 | 75.33% | 468,443표 | 1위  |      |